# إيفان ستانكوفيتش
إيفان ستانكوفيتش هو لاعب كرة قدم صربي في مركز الوسط، ولد في 1 مارس 1983 في كراغوييفاتس في صربيا. لعب مع بي أيه إس كيه بيوغراد ونادي أوبليتش ونادي العقبان البيضاء الصربية ونادي بارتيزان ونادي شكينديا.